# Perseguição aos cristãos no Bloco do Leste
A Perseguição aos cristãos no Bloco do Leste foi praticada pelos antigos Estados comunistas do Leste Europeu.
Após a Revolução de Outubro em 1917 (25 de outubro - 7 de novembro no calendário juliano) houve um movimento dentro da União Soviética para unir todos os povos do mundo sob o governo comunista (ver: Comintern). Isso incluiu os países do bloco oriental, bem como os Estados dos Balcãs. O comunismo interpretado por Lenin e seus sucessores no governo soviético exigiu a abolição da religião e nesse sentido, o governo soviético lançou uma longa campanha para eliminar a religião da sociedade. Uma vez que alguns desses estados eslavos amarraram sua herança étnica às suas igrejas étnicas, tanto os povos como suas igrejas foram alvo dos soviéticos. 
Em toda a Europa oriental após a Segunda Guerra Mundial, as partes do Grande Reich Germânico conquistadas pelo Exército Vermelho soviético e a Iugoslávia tornaram-se estados comunistas de partido único e o projeto de conversão coerciva ao ateísmo continuou.  A União Soviética encerrou a trégua do tempo de guerra com a Igreja Ortodoxa Russa e estendeu suas perseguições ao novo bloco comunista oriental: "Na Polônia, Hungria, Lituânia e em outros países da Europa Oriental, os líderes católicos que não queriam silenciar foram denunciados, publicamente humilhados ou presos pelos comunistas. Os líderes das igrejas ortodoxas nacionais na Romênia e na Bulgária tiveram que ser cautelosos e submissos", escreveu Geoffrey Blainey. Embora as igrejas geralmente não fossem tratadas tão severamente como o foram na União Soviética, quase todas as suas escolas e muitas de suas igrejas estavam fechadas e perderam seus papéis formalmente proeminentes na vida pública. As crianças foram ensinadas pelo ateísmo, e o clero foi preso aos milhares. No bloco oriental, as igrejas cristãs, juntamente com as sinagogas judaicas e as mesquitas islâmicas, foram forçosamente "convertidas em museus de ateísmo."  O número total de vítimas cristãs sob o regime soviético foi estimado entre 12-20 milhões.  
Richard Wurmbrand, ministro e autor cristão evangélico romeno, descreveu a perseguição sistemática de cristãos numa nação do bloco do leste.[carece de fontes?]
No entanto, a perseguição aos cristãos, especialmente os protestantes, pentecostais e denominações minoritárias não registradas, continuou após a queda da União Soviética, em muitos países da Europa Oriental e Ásia Central, notadamente o Tajiquistão, Uzbequistão e Bielorrússia.[carece de fontes?]

## Tratamento dos cristãos por país

### União Soviética
Logo após a Revolução de Outubro, começou a campanha para acabar com a religião, mais especificamente, o cristianismo, o judaísmo e o islamismo. Em 1920, o campo do Mar Branco foi aberto na área de um antigo mosteiro ortodoxo russo. Neste campo, que aprisionou principalmente sacerdotes ortodoxos e católicos, o protótipo para outros campos soviéticos foi revelado. O campo começou a exterminar aqueles que não se dobravam ao estado.
Sob a doutrina do ateísmo estatal na União Soviética, houve um "programa patrocinado pelo governo de conversão forçada ao ateísmo" conduzido pelos comunistas.   O Partido Comunista da União Soviética (PCUS) destruiu igrejas, mesquitas e templos, ridicularizou, perseguiu, indiciou e executou líderes religiosos, inundou as escolas e os meios de comunicação com ensinamentos antirreligiosos, e introduziu um sistema de crenças chamado "ateísmo científico", com seus próprios rituais, promessas e proselitismo.  Muitos sacerdotes foram mortos e presos, milhares de igrejas foram fechadas. Em 1925, o governo fundou a Liga dos Ateus Militantes para intensificar a perseguição. A Liga dos Ateus Militantes também era uma "organização nominalmente independente estabelecida pelo Partido Comunista para promover o ateísmo."
O estado estabeleceu o ateísmo como a única verdade científica.    As autoridades soviéticas proibiram as críticas ao ateísmo e ao agnosticismo até 1936 ou contra as políticas antirreligiosas do estado; tais críticas poderiam levar a aposentadoria compulsória.   O ateísmo militante tornou-se central para a ideologia do PCUS e uma política de alta prioridade de todos os líderes soviéticos. Christopher Marsh, professor da Universidade Baylor, escreve que "rastreando a natureza social da religião de Schleiermacher e Feurbach a Marx, Engles e Lenin... a ideia de religião como produto social evoluiu ao ponto de políticas voltadas para a conversão forçada dos crentes ao ateísmo."
Alguns anos depois, em 1929, os sacerdotes não eram considerados trabalhadores, de modo que pagavam impostos mais altos. Os sacerdotes também não podiam servir nas forças armadas soviéticas porque não eram elegíveis. Os sacerdotes, por causa de sua inadmissibilidade, eram cobrados impostos não relacionados com o serviço, que eram calculados para serem mais de 100% de seus rendimentos. Os sacerdotes também não eram elegíveis para se juntar a fazendas coletivas (kolkhozes), por isso não recebiam cuidados de saúde, pensões ou seguridade social. Em 1939, apenas 500 de 50.000 igrejas permaneciam abertas.
Após a invasão alemã da URSS em 1941, Stalin revitalizou a Igreja Ortodoxa Russa para elevar o moral para o esforço de guerra. Conseqüentemente, em 1957, havia quase 22.000 igrejas ortodoxas na URSS. No entanto, em 1959, Nikita Khrushchov iniciou uma nova campanha antirreligiosa, que levou ao fechamento de quase 12 mil igrejas. Em 1985, apenas 7.000 igrejas permaneciam ativas.
No final da era Krushchev, 50 mil clérigos foram executados e muitos da hierarquia da igreja foram substituídos por indivíduos relacionados com a KGB. Com a elaboração da Constituição soviética de 1977, no entanto, "a liberdade de consciência, ou seja, o direito de professar ou não professar religião e realizar culto religioso ou propaganda ateística" foi garantida.
Em 1995, o comissário de estado russo confirmou que 200 mil sacerdotes ortodoxos russos, monges e freiras foram mortos. Em 1997, os restos de um bispo católico e 30 sacerdotes foram encontrados em Sandormoch, a 150 quilômetros ao norte de São Petersburgo. Segundo os livros escolares russos, 20 milhões de cidadãos soviéticos e da Europa Oriental morreram em campos de trabalho comunistas, enquanto 15 milhões mais morreram em execuções em massa. Este número inclui cristãos, judeus e várias outras denominações, bem como não crentes.

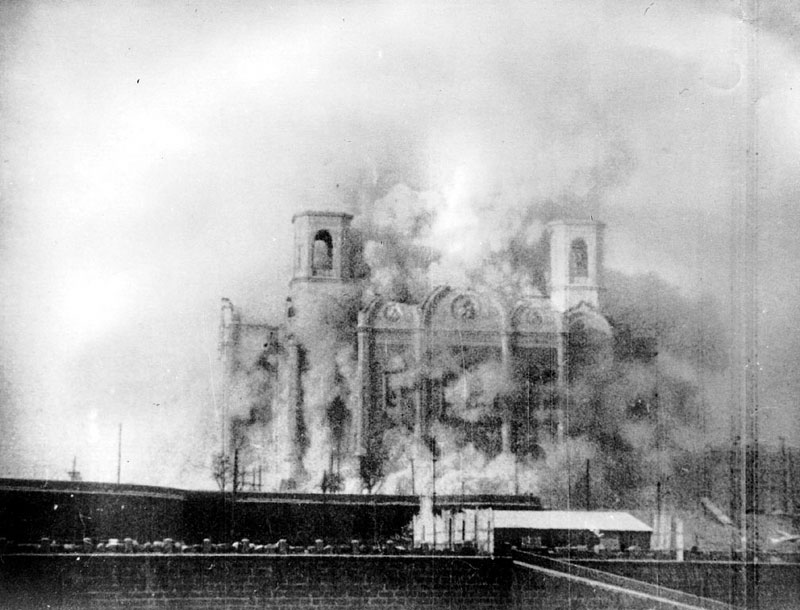
Demolição da Catedral de Cristo Salvador em 5 de Dezembro de 1931: o ateísmo oficial de Estado na URSS resultou na campanha antirreligiosa de 1921-1928, durante a qual muitas "instituições da igreja nos níveis local, diocesano ou nacional foram sistematicamente destruídas.
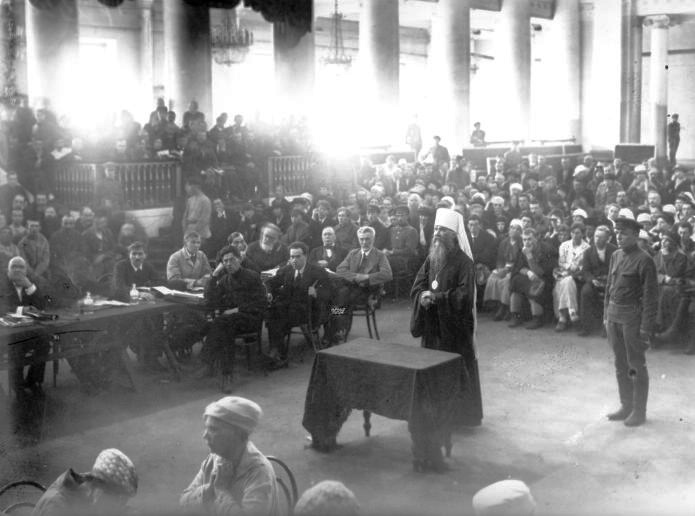
O metropolita ortodoxo russo Benjamin (Kazansky) (1873-1922) enfrenta acusações perante o Tribunal Revolucionário de Petrogrado por "agitação contrarrevolucionária". Foi condenado a morte por fuzilamento em 1922
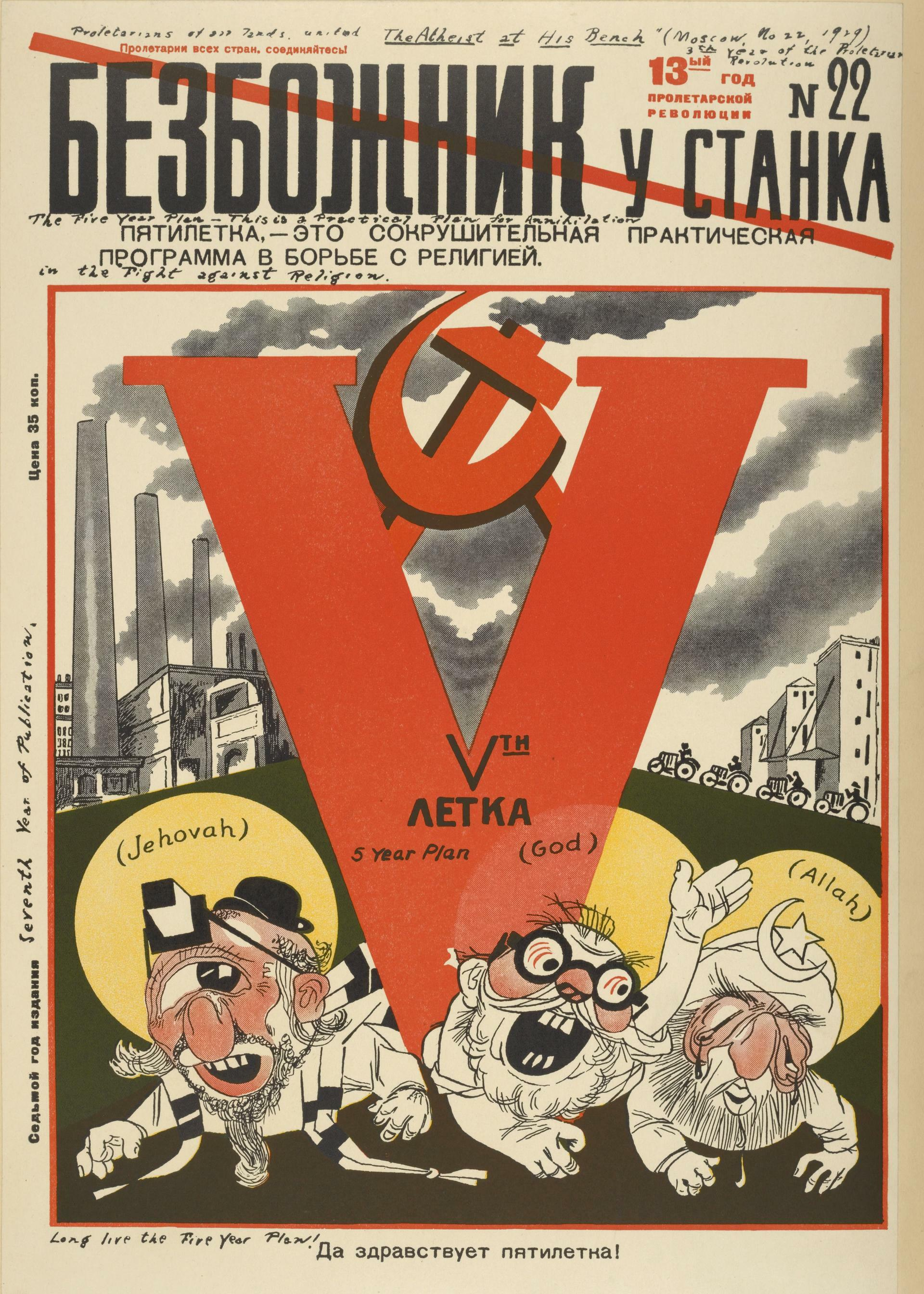
Revista satírica, ateísta e antirreligiosa Bezbozhnik ("os sem Deus") dos anos 1920, mostrando as religiões abraâmicas (judaísmo, cristianismo e islamismo) sendo esmagadas pelo 1º plano quinquenal soviético.

### República Popular da Bulgária
A igreja ortodoxa recebeu algum favor em relação a outras religiões na República Popular da Bulgária, em troca da submissão total ao estado e uma limitação em suas atividades, enquanto que católicos romanos e protestantes foram tratados com constante assédio e tiveram poucos direitos legais.

### Tchecoslováquia

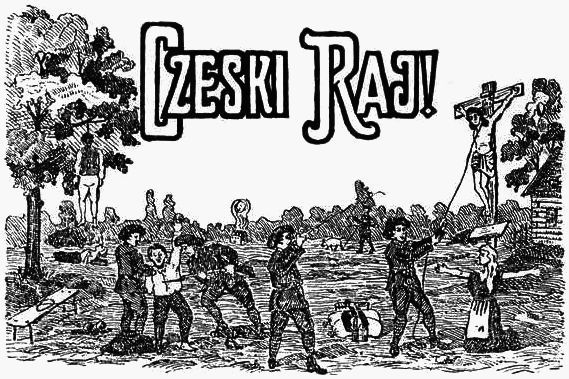
Propaganda polonesa anti-tchecoslovaca, dos anos 1920, durante a disputa pela região de Cieszyn Silesia

O governo comunista em Praga tentou destruir toda a religião organizada na Tchecoslováquia, especialmente as igrejas grega e romana. Ele imitou muitas práticas da campanha antirreligiosa na União Soviética, tais como a criação de órgãos para controlar atividades religiosas e punir sacerdotes que não cumprissem as muitas leis sobre religião. No entanto, as punições consideradas por tais violações não foram tão duras como ocorreu na URSS.
A aliança histórica entre a igreja católica e a monarquia dupla, bem como o domínio feudal, levou o Estado a rotular o clero católico como "inimigo do povo."
Os emigrados eslovacos no exterior contribuíram com recursos para a igreja sob o domínio comunista na Eslováquia e contrabandearam literatura religiosa na Eslováquia através da Polônia. O Papa Paulo VI criou um arcebispado independente para a Eslováquia em 1977, no entanto, o governo bloqueou uma nomeação de um novo arcebispo até 1988.

### República Democrática Alemã
A religião tornou-se contestada na República Democrática Alemã, com os comunistas governantes que promoveram o ateísmo estatal, embora algumas pessoas permanecessem leais às comunidades cristãs. No início, a promoção do ateísmo recebeu pouca atenção oficial. Em meados da década de 1950, à medida que a Guerra Fria se intensificava, o ateísmo tornou-se um tema de grande interesse para o estado, tanto no contexto interno quanto externo.[carece de fontes?]
As igrejas regionais protestantes na Alemanha, luteranas, reformadas ou as Igrejas Unificadas, tiveram uma longa história de submissão às autoridades temporais. Esta submissão sob o regime nazista levou muitos de seus membros a serem comprometidos ou silenciosos em várias questões morais e, com a queda desse regime, talvez como resultado dessa experiência, juntamente com a independência que alcançaram no pós-guerra, uma vez que os comunistas tomaram o poder os protestantes romperam com precedente histórico e tornaram-se oponentes do governo. Em 1945, fizeram parte de um "guarda-chuva" comum com protestantes na Alemanha Ocidental, a Igreja Evangélica Alemã (EKD), e rejeitou o silêncio sobre questões morais. O governo da Alemanha Oriental mostrou-se relutante em eliminar a religião organizada, e a constituição de 1949 deu às igrejas muitos direitos e provisões, incluindo a direito de se posicionar em questões críticas. As igrejas protestantes da Alemanha Oriental eram as maiores organizações do país que eram independentes do partido comunista ou do estado.[carece de fontes?]
O regime forçou as igrejas na Alemanha Oriental a romper os laços com o Ocidente.
O governo do Alemanha do leste teve que tomar medidas para evitar que suas ações negativas contra as igrejas fossem transmitidas aos cristãos na Alemanha Ocidental, e o duro auxílio que os alemães ocidentais davam às igrejas da Alemanha Oriental foi visto pelo governo como algo que não deveria ser comprometido porque isto prejudicaria a ajuda dada a sua economia.
Em 1969, sob a pressão do governo da Alemanha Oriental, as igrejas protestantes regionais no país tiveram que se separar da EKD, até então compreendendo igrejas protestantes regionais em ambas as Alemanhas. As igrejas protestantes regionais na Alemanha Oriental formaram então uma nova organização chamada Bund der Evangelischen Kirchen in der DDR (Confederação das Igrejas Protestantes na RDA). As igrejas foram chamadas a serem promotoras do socialismo. No entanto, as próprias igrejas, embora aceitando esse papel, também se consideraram as determinantes do que isso significava (e não o governo) e criticavam o estado quando suas políticas eram imorais, enquanto eles aplaudiam o estado quando suas políticas eram positivas. Eles proporcionaram uma força tão expressiva que o regime às vezes teve que mudar suas políticas como resultado da pressão da igreja.[carece de fontes?]
O governo pressionou significativamente as igrejas para se submeterem à sua autoridade, no entanto, não tentou implementar o mesmo nível de controle estatal sobre as igrejas que ocorreu em outros países do pacto de Varsóvia. O regime teve dificuldades em tentar controlar as igrejas protestantes na Alemanha como resultado de sua natureza fragmentada, até ao nível local e o regionalismo presente na Alemanha.
Como na vizinha Polônia, as igrejas da Alemanha Oriental defenderam a dissidência política de massa contra o regime na década de 1980. A maioria dos protestos em massa começou com reuniões de oração da igreja que proporcionaram um foco para a oposição. Promoveram uma contracultura juvenil e enfatizou o papel positivo da igreja na sociedade. As igrejas promoveram discussões sobre questões como o rock and roll, a sexualidade, a vida no terceiro mundo, o alcoolismo, a vida na RDA, a militarização da sociedade, etc. Isso atraiu grandes multidões.[carece de fontes?]
As igrejas promoveram a mudança na RDA, não derrubando as autoridades, mas através de mudanças pacíficas.

### República Popular da Polônia

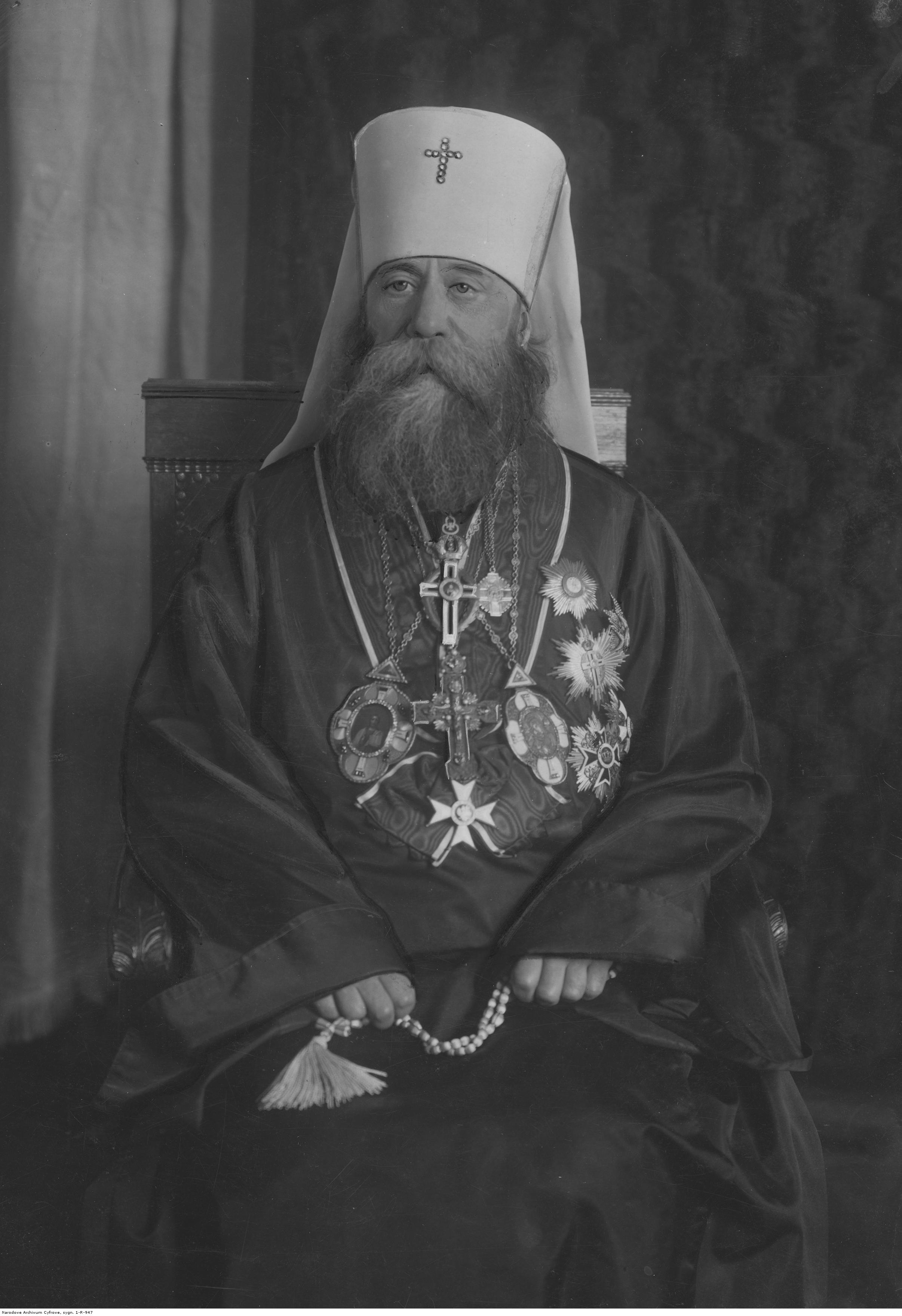
Konstantyn Nikołajewicz Waledyński, Metropolita Dionizy, líder da Igreja Ortodoxa Polonesa entre 1924 e 1946

A Igreja Católica na Polônia proporcionou forte resistência ao regime comunista e a própria teve uma longa história de dissidência ao domínio estrangeiro. A nação polonesa recorreu à igreja, assim como ocorreu na vizinha Lituânia, o que tornou mais difícil para o regime impor suas políticas antirreligiosas da mesma forma que na URSS, em que a população não possuía solidariedade em massa com o Igreja Ortodoxa Russa. A Igreja Católica condenou inequivocamente a ideologia comunista. Os comunistas na Polônia falharam em grande parte na tentativa de suprimir e controlar a igreja polonesa.
As experiências na II Guerra Mundial, em que a minoria judaica foi aniquilada pelos nazistas e a minoria alemã foi expulsa à força do país no final da guerra, bem como a perda dos territórios orientais que estavam fortemente povoados pelos ucranianos ortodoxos, levou a Polônia a se tornar mais homogênea católica do que era nos tempos anteriores.
Depois que as tropas soviéticas ocuparam a Polônia no final da Segunda Guerra Mundial, o governo soviético adotou uma abordagem gradual para ganhar o controle da Igreja Católica na Polônia. Em 1950, o governo polonês criou o gabinete para assuntos religiosos, que tinha jurisdição sobre decisões de pessoal e funções organizacionais.
O Estado tentou assumir o controle da Igreja Ortodoxa Polonesa (IOP - com cerca de meio milhão de membros) para usá-la como uma arma contra a Igreja Católica Romana na Polônia, e tentou controlar a pessoa que foi nomeada como Metropolita para a igreja ortodoxa polonesa; Metropolitano Dionizy (o chefe da IOP no pós-guerra) foi preso e retirado do serviço após o sua nomeação.
Sob a doutrina do marxismo, defendeu ativamente o desrespeito da religião e a "ateização" planejada.  Para esse efeito, o regime conduziu propaganda antirreligiosa e perseguição de clérigos e mosteiros. Como na maioria dos outros países comunistas, a religião não foi proibida como tal (uma exceção na Albânia) e foi permitida pela constituição, mas o Estado almejava uma sociedade ateísta.[carece de fontes?]
Perseguições individuais por religião nos primeiros anos eram raras, porque o estado inicialmente se preocupava estritamente com a supressão da resistência política armada. De 1947 a 1953, a Igreja Católica na Polônia tornou-se o principal alvo de perseguição na República Popular da Polônia. Todas as organizações sociais e de caridade afiliadas à igreja foram postas na ilegalidade, as escolas católicas foram fechadas, cruzes foram removidas das salas de aula e hospitais, e uma campanha de terrorismo foi promulgada contra paróquias e mosteiros (que incluiu a notável captura de um grupo de jesuítas liderados pelo padre Tomasz Rostworowski).
As escolas salesianas e os orfanatos foram fechados. O seminário de Rozanystok, criado em 1949, foi brutalmente liquidado em 1954. Foi movido de Wilno e tinha sido dirigido por salesianos para treinar candidatos para o sacerdócio, bem como para dar educação católica para meninos. O seminário estava situado no leste da Polônia, empregava antigos residentes do território anexado pela URSS em 1939, e suscitava grande preocupação com o governo, provocando seu fechamento brutal.[carece de fontes?]
As publicações católicas continuaram a existir, embora sob pressão do estado. Essas publicações incluíam a Tygodnik Warszawski (que era desafiador ao regime e fechou em 1949), Tygodnik Powszechny ("O Semanário Católico" - cujos editores renunciaram sob pressão em 1953, mas retornaram em 1956) e Dzi's i Jutro (uma publicação que tentou promover a convivência do catolicismo e do comunismo). Esta era uma liberdade que não era permitida em outras partes do bloco soviético (incluindo a URSS mais notavelmente, que havia banido as publicações da igreja em 1929). Os fundadores da Tygodnik Warszawski foram encarcerados, dos quais o padre Zygmunt Kaczynski e Antoni Antczak morreram na prisão. O cardeal Wyszynski tentou intervir em nome do padre Zygmunt.[carece de fontes?]
A sociedade polonesa estava preparada para as perseguições do pós-guerra devido à sua longa história antes da revolução bolchevique de operação sob regimes hostis a ela. As universidades "subterrâneas" ensinaram lições de história e ética sem censura e muitas pessoas participaram abertamente da igreja em protesto contra o governo comunista.
Seguindo a conversão forçada dos católicos orientais na URSS para a Ortodoxia, o governo polonês convocou a igreja ortodoxa na Polônia a assumir o "cuidado pastoral" dos católicos orientais na Polônia. Após a remoção do Metropolita Dionizy da liderança da Igreja Ortodoxa Polonesa, o Metropolita Macarius foi encarregado. Ele era do oeste da Ucrânia (anteriormente do leste da Polônia) e que tinha sido fundamental na conversão compulsória dos católicos orientais para a ortodoxia lá. As forças de segurança polonesas o ajudaram a suprimir a resistência em seu controle das paróquias católicas orientais. Muitos católicos orientais que permaneceram na Polônia após os ajustes da fronteira do pós-guerra foram reassentados na Polônia Ocidental nos territórios recém-adquiridos da Alemanha. O estado na Polônia deu a IOP um maior número de privilégios do que a Igreja Católica Romana na Polônia; O Estado até deu dinheiro a esta igreja, embora muitas vezes não cumpriu os pagamentos prometidos, levando a uma crise financeira constante para o IOP.[carece de fontes?]
Uma característica notável da campanha antirreligiosa na Polônia incluiu "sacerdotes patriotas" que se opuseram à hierarquia da igreja e apoiaram o comunismo. Em contrapartida, eles foram recompensados e às vezes às vezes foram autorizados a viajar para Roma. Esses sacerdotes poderiam ser chantageados por cooperação. O núcleo de seu grupo era muitas vezes formado por homens que experimentaram os campos e foram torturados. Os bispos costumam deixá-los permanecer em seus postos, embora tenham sido rejeitados pelos leigos.
Após a ascensão de Wladyslaw Gomulka ao poder em 1956, o Estado aliviou suas restrições às igrejas católicas orientais que começaram a crescer novamente, em parte com a assistência dos demais católicos.
O aparelho de segurança na Polônia, como em outras nações comunistas, recrutou membros do clero. O serviço de segurança usou chantagem, manipulação psicológica e uma variedade de recompensas materiais (por exemplo, medicamentos necessários para parentes doentes) para garantir a cooperação do clero. Numa inversão, o serviço de segurança e o governo polonês também tinham membros em suas fileiras que estavam secretamente fornecendo informações benéficas para a igreja, mas os jovens católicos foram forçados a se inscreverem em organizações da Juventude Comunista.[carece de fontes?]
A partir da década de 1960, a Polônia desenvolveu uma intelectualidade católica cada vez mais expressiva e um movimento ativo de jovens católicos. O movimento "Oasis" foi criado na década de 1960 pelo padre Franciszek Blachniki e consistiu em atividades da igreja, incluindo peregrinações, retiros e diversos esforços ecumênicos. Intensos esforços do Estado para minar isso falharam.[carece de fontes?]
A partir do início da década de 1970, a igreja passou de uma postura defensiva para uma postura mais agressiva ao falar em defesa dos direitos humanos.
O Primaz da Polônia, Stefan Wyszynski, acreditava que a Polônia tinha um papel especial a desempenhar na história humana e apoiava o nacionalismo polonês como precursor da libertação da Europa Oriental do jugo soviético. Tais idéias eram populares entre muitos católicos poloneses também. Wyszynski entrou em conflito com as autoridades comunistas por causa disso (também sofreu algum conflito com o Vaticano). Durante seu reinado, ele foi preso por três anos por sua recusa em cooperar com o governo. Era um crítico do regime e um mediador entre o regime e a sociedade. Wyszynski constituiu um obstáculo significativo para os comunistas assumindo o controle da igreja na Polônia. Morreu em 1981 e foi substituído pelo cardeal Josef Glemp.

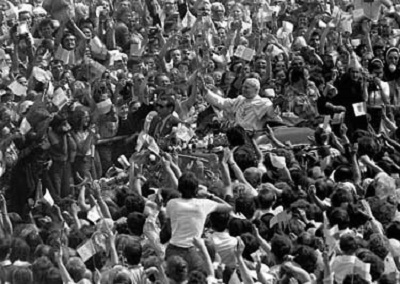
João Paulo II visitando a Polônia pela primeira vez, logo após sua eleição

Depois que o cardeal Wojtyla da Cracóvia se tornou o papa João Paulo II, sua eleição foi saudada na Polônia com grande entusiasmo. Ele visitou a Polônia de 2 a 10 de Junho em 1979. Durante sua visita, desafiou abertamente a ideologia comunista declarando que o cristianismo era o caminho para a verdadeira liberdade humana (em oposição ao marxismo) e chamou as pessoas para a não conformidade. Mais de treze milhões de pessoas foram às ruas para cumprimentá-lo em sua visita, em desafio direto ao governo polonês. Os dissidentes na Polônia e em outros países da Europa Oriental deram grande atenção a este fato. Radoslaw Sikorski em suas memórias depois disse:
| “ | Percebemos, pela primeira vez, que "nós" éramos mais numerosos do que "eles". | ” |

Dentro de um ano, o sindicato independente Solidarność ("Solidariedade") foi formado, inicialmente focado em preocupações econômicas, mas logo se tornou profundamente afiliado à igreja. O Papa promoveu a causa da Polônia, bem como a causa dos cristãos por trás da Cortina de Ferro em nível internacional, para grande desconforto dos governos comunistas no Pacto de Varsóvia. A igreja na Polônia desempenhou um papel fundamental na revolução contra o regime na década de 1980 e forneceu símbolos (a Madona Negra/Nossa Senhora de Częstochowa, o Cristo sofredor, etc.) que deram profundidade espiritual à luta contra o comunismo.  Também proporcionou conforto espiritual e material aos trabalhadores em greve e atuou como mediador entre o movimento solidariedade e o governo. Também impediu os excessos dos trabalhadores em greve.
Em Dezembro de 1981, a lei marcial foi imposta à Polônia. Isso causou grandes problemas para a igreja, e muitos foram detidos pelos militares. O cardeal Glemp inicialmente parecia justificar sua imposição como um mal menor, mas muitos na igreja defenderam as pessoas que foram presas.
A hierarquia da Igreja Ortodoxa Polonesa, que teve sua posição na sociedade fortalecida desde 1945, falou contra o movimento Solidariedade. Eles recusaram enviar delegados para reuniões sobre questões de direitos humanos. Ocorreram algumas exceções, como o P. Piotr Poplawski, um sacerdote ortodoxo que simpatizava abertamente com o Solidariedade que "se matou" em 1985. Vários médicos recusaram-se a atestar que a causa de sua morte fora suicídio. O sacerdote católico romano Jerzy Popiełuszko foi assassinado pela polícia no ano anterior e o médico que realizou sua autópsia foi trazido e também confirmou que o padre Piotr cometeu suicídio.
As autoridades comunistas culparam os católicos nacionalistas por incitar conflitos entre as populações católicas e ortodoxas.
Nos acordos de Gdansk, a igreja recebeu permissão para realizar transmissões de rádio. À medida que os anos 1980 progrediram, a igreja tornou-se cada vez mais crítica ao regime e, nos últimos anos da década, desempenhou um papel crítico na transição para a democracia.

### República Socialista da Romênia

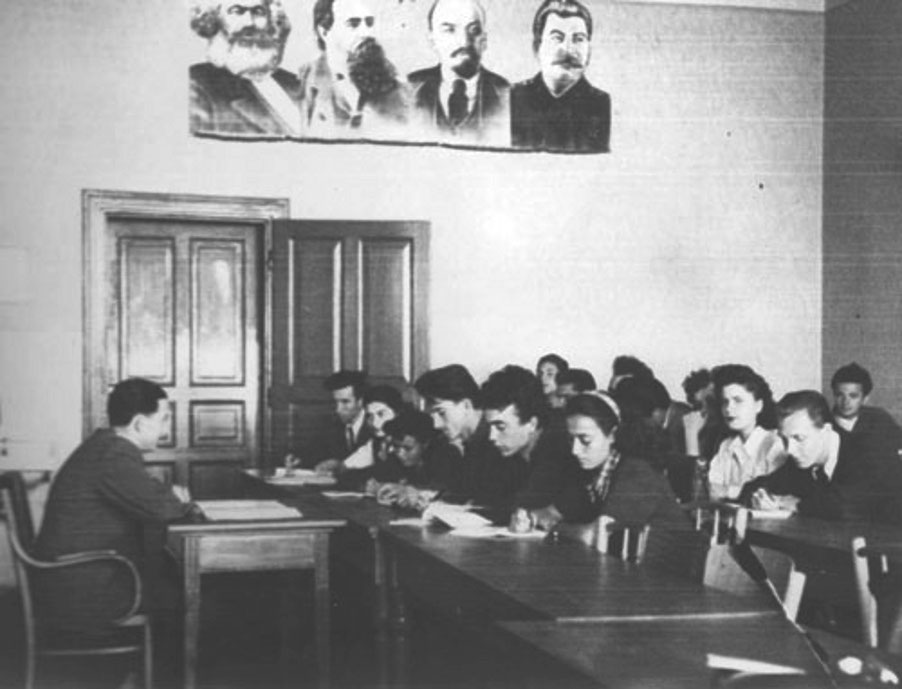
Aula de materialismo dialético com o professor Pavel Apostol na Universidade Babeş-Bolyai em Cluj, 1951

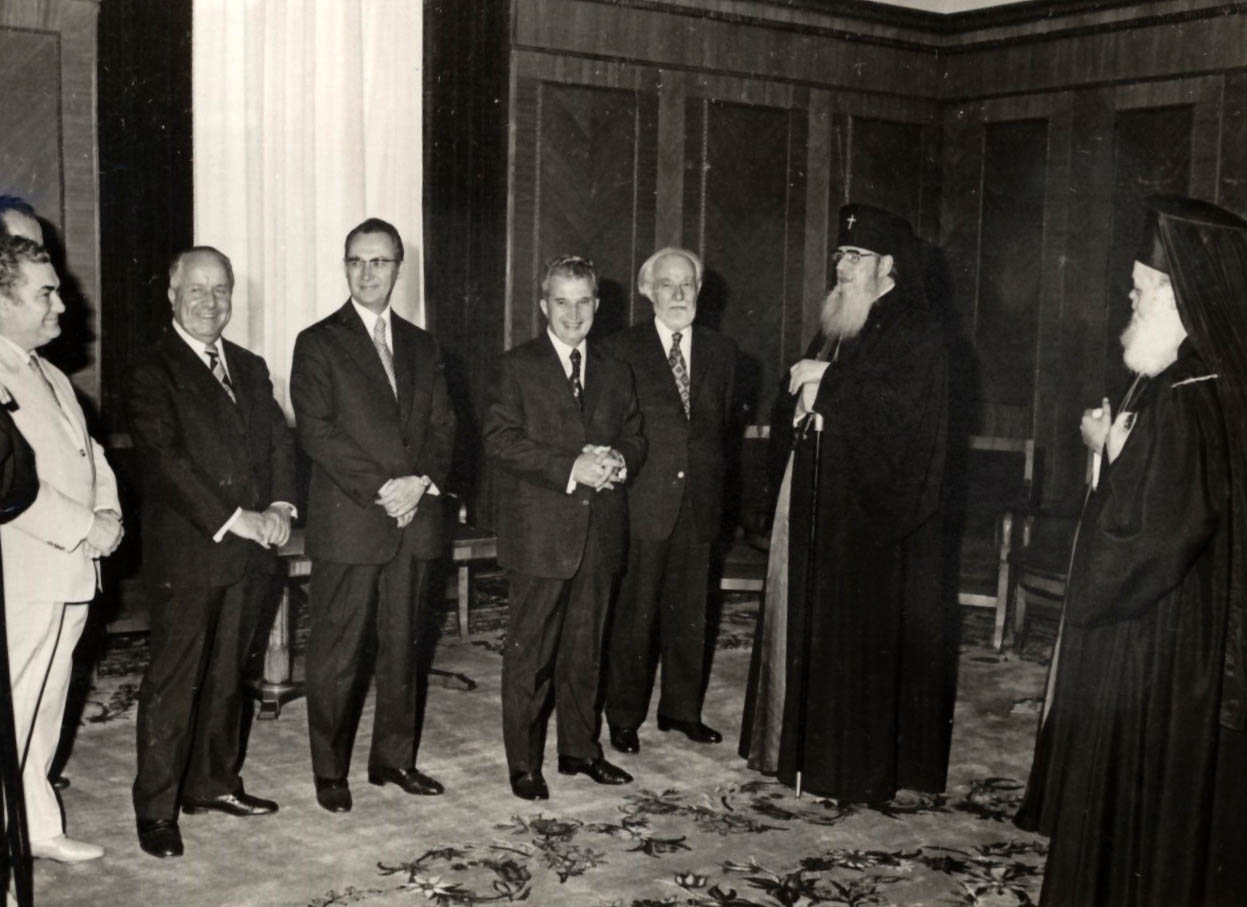
A Igreja Ortodoxa da Romênia participou do regime Nicolae Ceauşescu. Na imagem, o presidente Ceauşescu (quarto a partir da esquerda) recebe o recém-eleito Patriarca, Iustin Moisescu (segundo a partir da direita) em 1977

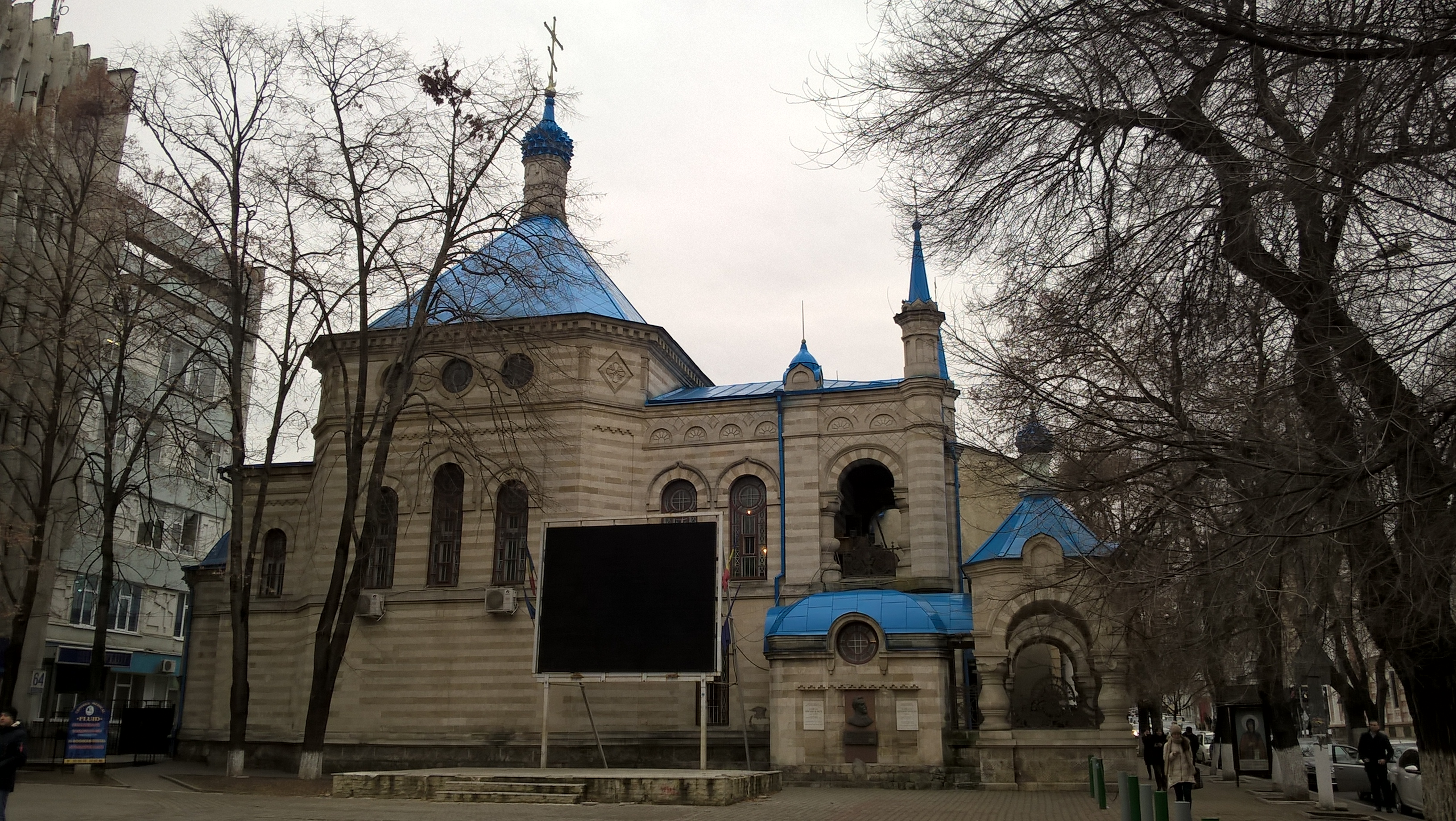
A igreja de Santa Teodora da Sihla, em Sectorul Centru (Chişinău) na Moldávia, foi uma das igrejas convertidas em "museus do ateísmo", sob a doutrina do ateísmo marxista-leninista.

A Igreja Ortodoxa Romena teve uma longa história de submissão ao domínio de governantes estrangeiros, e quando os comunistas assumiram o poder após o exército soviético libertar a Romênia, os comunistas usaram essa tradição em sua vantagem. O governo assegurou que o Patriarca de toda a Romênia fosse sempre alguém que leal a ele e os sacerdotes que se opuseram aos comunistas foram removidos. Sob a doutrina do ateísmo marxista-leninista, a República Socialista da Romênia assumiu uma posição hostil contra a religião e visou o objetivo final de uma sociedade ateia.
Após a Segunda Guerra Mundial, com o norte da Transilvânia tornando-se novamente parte da Romênia, as minorias étnicas não ortodoxas tornaram-se mais numerosas. As rivalidades desenvolveram-se nos diferentes grupos religiosos e o governo usou isso para sua própria vantagem ao permitir que a igreja ortodoxa romena fortalecesse sua posição na sociedade em troca de um maior controle comunista sobre a igreja.  Esta relação na Romênia teve influência na eliminação das igrejas católicas orientais (que também ocorreu na URSS) e sua integração forçada na comunidade ortodoxa.
Os comunistas foram autorizados a escolher quem serviria na igreja, quem seria admitido em seminários e até mesmo o conteúdo dos sermões. Embora essas constituições sucessivas proporcionassem um simulacro de liberdade religiosa, o regime de fato tinha uma política de promoção do ateísmo, aliada à perseguição religiosa. O papel dos corpos religiosos era estritamente limitado às suas casas de culto, e quaisquer manifestações visíveis eram estritamente proibidas. Em 1948, para minimizar o papel do clero na sociedade, o governo adotou um decreto que nacionalizou a propriedade da igreja, incluindo escolas.
Uma vez que os comunistas ganharam o controle total da igreja na Romênia, sentiram-se livres para perseguir sua filiação, o que a hierarquia da igreja fingia não ver. Quando Nicolae Ceaușescu (no poder desde 1965) ganhou controle crescente, os únicos órgãos religiosos que proporcionaram dissidência significativa ao regime eram protestantes evangélicos, que formaram apenas uma pequena porção da população. A igreja na Romênia deu uma submissão completa às autoridades externas e concentrou sua adesão estritamente na espiritualidade interior; a igreja romena não recebeu muita assistência de outras igrejas ortodoxas na região.[carece de fontes?]
Um renascimento religioso ocorreu na Romênia na década de 1980 e envolveu práticas religiosas mais abertas, que as autoridades toleraram. Contraditoriamente, esta tolerância foi acompanhada por uma repressão implacável, com líderes religiosos carismáticos sujeitos a assédio, prisão e emigração forçada (e também possivelmente mortos). As congregações religiosas que estavam se tornando maiores neste avivamento tiveram grandes dificuldades em tentar ampliar suas instalações, e algumas tentaram fazê-lo sem permissão com o governo respondendo derrubando novas construções. Imprimir e importar Bíblias era muito difícil, e, segundo se informa, Bíblias poderiam ser recicladas para fabricação de papel higiênico.
A dissidência generalizada dos grupos religiosos na Romênia não apareceu até que a revolução estivesse varrendo a Europa Oriental em 1989. O Patriarca da Igreja Ortodoxa Romena apoiou Ceausescu até o fim do regime e até o parabenizou depois que o Estado assassinou uma centena de manifestantes em Timisoara. Não foi até o dia anterior à execução de Ceausescu, em 24 de Dezembro de 1989 que o Patriarca o condenou como "um novo Herodes assassino de crianças."
Na Romênia, mais de 5.000 sacerdotes ortodoxos foram presos, e 400 sacerdotes do rito oriental da Romênia foram mortos depois que sua comunidade foi proibida. A arquidiocese ortodoxa de Cluj, contém biografias de 1.700 funcionários da igreja presos.
As igrejas cristãs, as sinagogas judaicas e as mesquitas islâmicas foram forçosamente "convertidas em museus de ateísmo", o ensaísta histórico Andrei Brezianu expõe essa situação, especificamente na República Socialista da Romênia, escrevendo que o ateísmo científico foi "aplicado agressivamente à Moldávia, imediatamente após a anexação na década de 1940, quando as igrejas foram profanadas, clérigos agredidos e sinais e símbolos públicos de religião foram proibidos." Ele fornece um exemplo desse fenômeno, escrevendo ainda que "a Igreja de Santa Teodora no centro de Chişinău foi convertida no Museu do ateísmo científico da cidade." Os regimes marxista-leninistas tratavam os crentes religiosos como subversivos ou anormais, às vezes inviando-os aos hospitais psiquiátricos e reeducação.  No entanto, a historiadora Emily Baran escreve que "algumas narrativas sugerem que a conversão para o ateísmo militante nem sempre solucionou as questões existenciais dos indivíduos."

### República Popular da Hungria
Na República Popular da Hungria, uma coleção de 443 páginas, publicada por Gyula Havasy em 1990, revela 10 julgamentos-espetáculo na igreja e a detenção de 2.800 monges e freiras. Muitos milhares de cristãos foram presos e muitos outros foram martirizados. Possivelmente o mais conhecido foi bispo Vilmos Apor.

### República Popular da Albânia
Já em 1945 (quando os comunistas chegaram ao poder na Albânia) foram estabelecidas leis que privavam as instituições religiosas de seus bens. Isso afetou especialmente os bektashis, uma ordem religiosa sufi que incluía 20% da população muçulmana do país, já que eles tinham seus tekkes (retiros espirituais) fora das cidades e dependiam de apoio em suas propriedades vizinhas. Os católicos romanos (que constituíram 10% da população albanesa) conseguiram fazer que suas escolas ficassem de fora desta medida.[carece de fontes?]

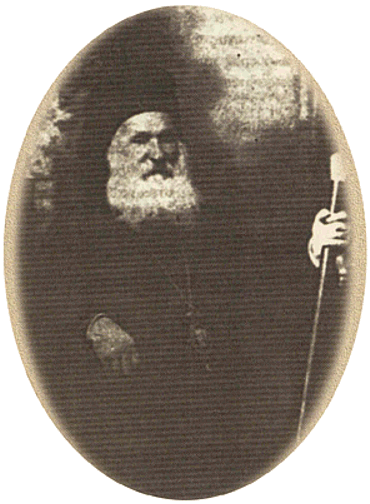
O bispo metropolitano de Korçë, Eulogios Kourilas Lauriotis (em albanês: Evlogji Kurila), perdeu a nacionalidade albanesa e foi declarado "inimigo do Estado" em 1945 por Enver Hoxha. Permaneceu exilado na Grécia até sua morte em 1961

No final da guerra, certos líderes religiosos foram presos ou executados por motivos de espionagem, por terem trabalhado para os italianos (Mussolini ocupara o país entre 1939 e 1943) ou por estarem afiliados ao Balli Kombetar (um grupo que fora derrotado pelos comunistas). Esses líderes geralmente passaram décadas na prisão e trabalho forçado. Baba Murteza de Kruje foi torturado e lançado de uma janela de prisão em 1946, morrendo na queda. Baba Kamil Glava de Tepelen foi executado por um tribunal em Gjirokastër em 1946; Baba Ali Tomori foi executado por um tribunal em 1947; e Baba Shefket Koshtani de Tepelan acabou por ser fuzilado por um tribunal em 1947.  Os seguintes clérigos sunitas também desapareceram: Mustafe Effendi Varoshi (mufti de Durrës), Hafez Ibrahim Dibra (ex grande mufti da Albânia) e Sheh Xhemel Pazari de Tirana. Em 1968, um total de até 200 líderes religiosos de todas as religiões podem ter sido executados ou presos...
Entre 1945 a 1992 houve um declínio drástico dos clérigos religiosos. Os católicos romanos tinham apenas 10% do clero em 1992, com relação ao número total do ano 1945 e 0% dos monásticos religiosos. Os bektashis tinham 2% do seu clero em 1993, em comparação à quantidade da década de 1940. Isto ocorreu em grande parte como resultado da cessação da ordenação de novos clérigos (os seminários estavam proibidos) e do declínio relacionado à campanha antirreligiosa (mortes, tortura, pressão para abandonar a vida religiosa, etc.).
Os bektashis e os católicos romanos constituíram as religiões mais perseguidas na República Popular da Albânia. A Igreja Ortodoxa (que reunía 20% da população) e os muçulmanos sunitas (a maioria dos albaneses desde a época do Império Otomano) foram considerados menos ameaçadores, já que esses grupos não haviam sido politicamente ativos nas décadas de 1930 e 1940, e os muçulmanos sunitas foram isolados das comunidades islâmicas de fora da Albânia desde que o rei Zog I partira para o exílio no final da década de 1930. Os católicos continuaram relativamente bem organizados com escolas e ligações com a Igreja de fora da Albânia, enquanto os bektashis haviam atuado na luta contra os turcos pela independência albanesa e tinham contavam com o respeito popular.
Em 1947, ao chefe dos bektashis, Abas Himli Dede, foi proposta uma "reforma" para permitir que os dervixes pudessem cortar as suas barbas, casar-se e ir às cidades em roupas civis e não religiosas. Depois de vários dias de debate infrutífero, Dede convidou os dois comunistas que propuseram a reforma para chegar à sua presença, onde ele disparou com uma arma em ambos e depois suicidou-se.
A vasta propaganda antirreligiosa produzia slogans como "a religião não é pertence ao mundo civilizado", "o marxismo-leninismo é a ciência verdadeira: quanto à religião, é uma fabricação que quebra as mentes dos homens", "a religião está colabora com os inimigos externos", e "todo crente é um ignorante." O Estado empenhou-se em diminuir o poder e a importancia das religiões na vida dos cidadãos, fazendo tudo o que estivesse ao seu alcance para destituir as igrejas e mesquitas de qualquer autoridade ou função social básica, deslocando-as inclusive à áreas mais isoladas do país e com pouca relevância histórica e cultural. Muitas vezes em locais de difícil acesso. Os líderes religiosos que acabaram cedendo a essas pressões foram então relegados ao que para eles se tornaria na prática uma prisão domiciliar nessas zonas marginais.
O ápice da campanha antirreligiosa ocorreu em 1967, quando Enver Hoxha oficializou o Estado Ateu declarando que:
| “ | A Albânia é o primeiro estado ateísta do mundo, cuja única religião é o albanismo. | ” |

(A expressão não era nova, já que Pashko Vasa, durante o movimento de independência do país também declara que a única religião da Albânia era o "albanismo". A frase de Hoxha, interpretado-a no seu contexto, dava-lhe apenas um significado diferente e mais agressivo).[carece de fontes?]
O regime comunista albanês realizou uma campanha brutal e contínua com o objetivo de reprimir a religião na vida pública e, em 1967, 2.167 edifícios religiosos foram fechados ou dessacralizados (ou seja, destinados a outros usos).   A catedral católica romana em Escodra tornou-se uma arena esportiva e vários tekkes bektashi, incluindo a sede em Tirana, tornaram-se asilos para aposentados. Após a queda do comunismo, restavam apenas três igrejas em Tirana; trinta das igrejas mais famosas do país sobreviveram marcando a preservação histórica. A mesquita Edhem Bey do século XVIII na capital também foi protegida como um monumento cultural, mas apenas diplomatas estrangeiros eram autorizados a orar ali. Das 1.050 mesquitas de todo o país antes de 1967, 800 sobreviveram à queda do comunismo, mas a maioria estava danificada no início dos anos 1990 ou em estado de degradação mais avançada. Dos 53 tekkes bektashi, somente 6 conseguiram sobreviver.[carece de fontes?]

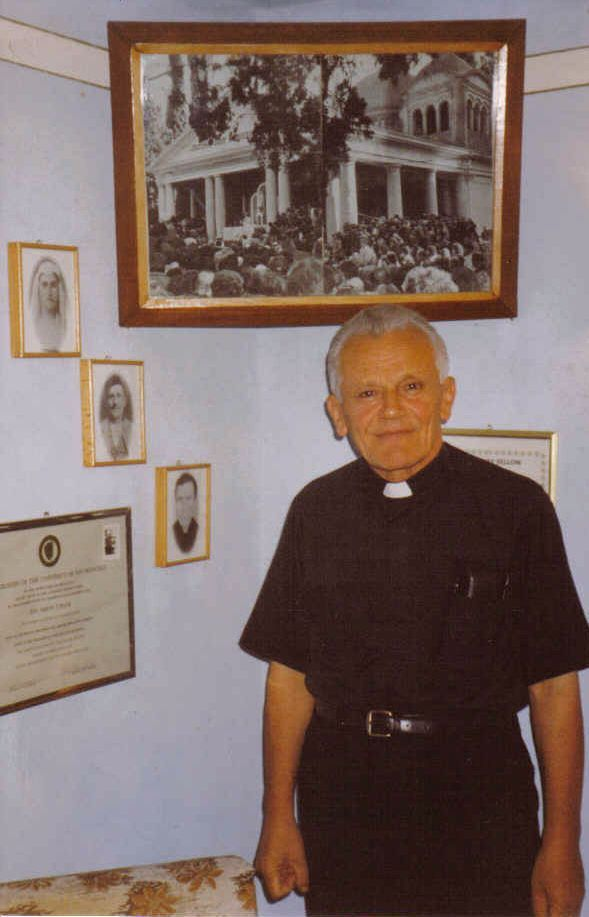
O padre católico Simon Jubani, opositor pacífico da política antirreligiosa albanesa e um dos últimos presos pelo regime comunista albanês

O artigo 37, que foi adicionado à constituição albanesa em 1967 dizia:[carece de fontes?]
| “ | O Estado não reconhece religião alguma e apoiará e realizará propaganda ateísta, para criar uma perspectiva científica materialista do mundo nas pessoas. | ” |

Os jovens foram encorajados a atacar mesquitas, igrejas e tekkes e denunciar membros do clero às autoridades. Os que ainda estavam vivos em 1967 após vinte anos de perseguição foram mortos ou enviados a campos de trabalhos forçados. A maioria das mesquitas teve seus minaretes destruídos, as lápides com símbolos religiosos foram reviradas, as pessoas flagradas usando símbolos religiosos (por exemplo, crucifixos, medalhões do Alcorão) poderiam ser condenadas a 10 anos de prisão e as pessoas pararam de dizer expressões populares de origem religiosa em público por medo da punição que isso lhes causaria: Mash'Allah (que significa literalmente "Deus quis", no sentido de "que bom!") ou Insha'Allah ("se Deus quiser") caíram em desuso ou foram relegadas à conversas muito íntimas, onde interlocutores sabíam com toda a certeza que não havia nenhum risco de ofensa. O simples facto de mencionar feriados religiosos poderia levar a uma punição. Certa feita, um aldeão bêbado em Libohova disse que no dia seguinte era bayram (um feriado muçulmano tradicional na Albania e em outros povos do antigo Império Otomano) e recebeu uma multa. Antigos feriados religiosos foram alterados para feriados que honravam a força de trabalho. Para evitar que as pessoas dessem nomes religiosos a crianças, foi publicado um repertório oficial de nomes para meninos e meninas e os pais eram obrigados a escolher só nomes dentre aqueles que constassem na lista.
Hoxha durante esse tempo falou sobre a condição das mulheres na Albânia. Ele acusou a religião de minimizar o seu status e parabenizou o comunismo por elevar a sua condição. Quando ele morreu em 1985, o governo não alterou suas políticas imediatamente. Em 1988, os líderes religiosos emigrados albaneses foram autorizados a visitarem a Albânia. Em 1989, Madre Teresa de Calcutá (ela mesma uma albanesa étnica nascida no Império Otomano em 1910) visitou a Albânia depois de obter finalmente a permissão tantas vezes negada. No começo dos anos 1990, expressões como "Insha'Allah" e "Mash'Allah" passaram a ser ditas em público novamente. Em novembro de 1990, quando o fim do regime não estava longe, ao norte da cidade de Escodra, um sacerdote católico chamado pai Simon Jubani foi libertado da prisão após 26 anos, e comemorou celebrando uma missa num cemitério com a presença de cinco mil pessoas; ele foi imediatamente preso por adoração em público, mas quando seus captores foram cercados pelas pessoas, foi libertado novamente e realizou outra missa pública que decuplicou o número de fiéis da anterior. Em dezembro daquele ano, a lei contra a prática religiosa pública foi revogada; o regime acabaria sendo derrubado nos meses seguintes e os edifícios religiosos puderam reabrir.